# 小行星7883
小行星7883（英語：7883）是一颗围绕太阳公转的小行星。1993年4月15日，亨利·E·霍爾特在帕洛马山发现了此天体。
这颗小行星的绝对星等为194.9057272468383等。